# 維赫倫峰 (利文斯頓島)
62°39′36″S 60°01′40″W / 62.66000°S 60.02778°W

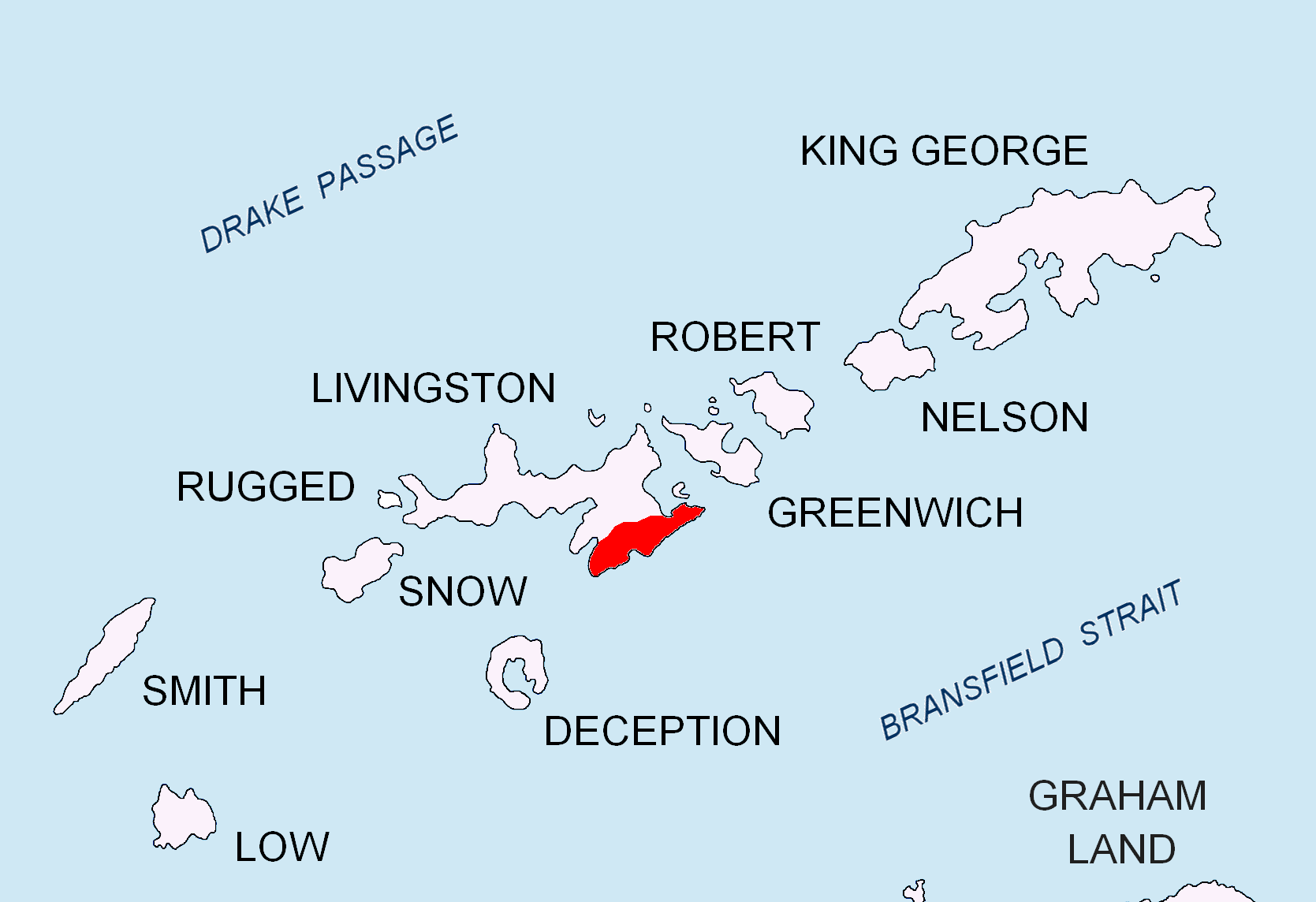

維赫倫峰是南極洲的山峰，位於南設得蘭群島中利文斯頓島東部，屬於騰格里山脈中列夫斯基嶺的一部分，處於大針峰東北面1.73公里、赫爾梅特峰西南面0.49公里和拉迪奇科夫峰以北2.2公里。

## 外部連結
- SCAR Composite Antarctic Gazetteer（页面存档备份，存于）.